# Melongenidae
Die Melongenidae, deutsch Kronenschnecken und Birnenschnecken, sind eine mit etwa 30 Arten eher kleine Familie mittelgroßer bis sehr großer mariner Schnecken, die in tropischen und gemäßigten Meeren vorkommen. Die Vertreter der Familie sind Fleischfresser und Aasfresser.

## Merkmale
Die rechtsgewundenen Gehäuse der Melongenidae haben eine große, eiförmige Gehäusemündung mit einer glatten inneren Lippe und einen offenen, breiten und kurzen oder auch schmalen und langen Siphonalkanal. Sie sind bei ausgewachsenen Schnecken 2,5 bis 58 cm groß. Die Umgänge sind nach oben zur Naht hin oft mit Knoten oder Stacheln besetzt, die dann den Schalen die typische Kronenform verleihen. Das Periostracum ist dick. Das dicke, hornige Operculum ist krallenförmig mit einem endständigen Kern.
Anders als die äußerlich ähnlich gestalteten Fasciolariidae sind diese Schnecken nicht rot gefärbt. Sie haben einen langen, schmalen Kopf mit mäßig kurzen Fühlern, an deren Basis außen die Augen sitzen, und eine sehr lange, ausstreckbare Proboscis. Der Fuß ist groß und kräftig.
Die Tiere sind getrenntgeschlechtlich mit innerer Befruchtung. Die Eier werden in Haufen oder Schnüren von Eikapseln abgelegt, in denen die larvale Entwicklung abläuft, so dass fertige Jungschnecken schlüpfen.

## Lebensweise, Vorkommen und Verbreitung
Die Melongenidae sind in tropischen und gemäßigten Meeren verbreitet. Sie leben meist im seichten Meereswasser auf Sand und Schlamm. Die Arten der Melongenidae sind vor allem Aasfresser, teilweise Fleischfresser, die sich von großen Muscheln ernähren.
Zu den Melongenidae gehören unter anderen die im Westatlantik lebende Amerikanische Kronenschnecke (Melongena corona), die Westindische Krone (Melongena melongena) der Karibik, die an der Pazifikküste Amerikas auftretende Pazifik-Kronenschnecke (Melongena patula) und die Indopazifik vorkommende Art Pugilina cochlidium sowie die auch als Birnenschnecken bezeichneten Vertreter der Gattung Volema, darunter Volema paradisiaca im Indischen Ozean und Volema myristica um die Philippinen und Indonesien.

## Systematik
Nach Bouchet und Rocroi (2005) ist die Familie Melongenidae eine von sechs Familien in der Überfamilie Buccinoidea. Sie unterteilen die Familie Melongenidae in zwei Unterfamilien:
- Melongeninae Gill, 1871 (1854) – Synonyme: Cassidulidae Gray, 1854 (ungültig); Galeodidae Thiele, 1925 (ungültig); Volemidae Winckworth, 1945; Heligmotomidae Adegoke, 1977
- Echinofulgurinae Petuch, 1994

Früher wurden auch die Gattungen Busycon und Busycotypus zu den Melongenidae gezählt. Auf Grund anatomischer Untersuchungen des Verdauungssystems und einer kladistischen Analyse auf molekulargenetischer Grundlage durch Kosyan und Kantor (2004) wurden diese beiden Gattungen zur Familie Buccinidae gestellt.